# Edward Ramsden Hall
Pour les articles homonymes, voir Edward Hall et Hall.
Pas d'image ? Cliquez ici
Edward Ramsden Hall (né le 17 juillet 1900 à Milnsbridge, Huddersfield, (West Yorkshire) et décédé le 12 mai 1982 à l'âge de 81 ans dans la Principauté de Monaco), surnommé « Eddie », était un pilote automobile anglais. Photographe amateur, il fit partie des Bentley Boys.

## Biographie
Fils d'industriel du textile, il vécut à Kirkburton (près d'Huddersfield), puis au début des années 1950 après sa retraite sportive il émigra en Afrique du Sud puis il s'établit rapidement au Canada, et il se retira enfin à Monte-Carlo dans un appartement avec vue sur le port et une partie du tracé du circuit. Il fut marié à deux reprises.
Sa carrière en sport automobile s'étala entre 1922 et 1951.
Amateur prolifique en courses avant 1930 (et ses débuts chez Bentley), il disputa notamment alors la course de côte de Shelsley Walsh, les Mille Miglia, et des épreuves sur les circuits de Donington Park et de l'Île de Man. Ses préférences se tournèrent progressivement vers les courses d'endurance.
Il était l'un des membres des équipes britanniques championnes d'Europe à Saint-Moritz de Bob à 2 et à 5 en 1927, puis il termina 9e avec l'équipe II de bob à 5 britannique lors des Jeux olympiques d'hiver de 1928 toujours à Saint-Moritz (avec John Dalrymple, Henry Martineau, Walter Birch et John Gee).
Il fut deuxième des 500 Milles de Brooklands en 1930 avec Dudley Benjafield sur Bentley Blower de l'écurie de Dorothy Paget, finissant troisième l'année suivante sur MG Midget avant de connaître enfin le succès en 1933 dans cette course avec une MG Magnette K3 recarrossée pour l'occasion, édition disputée seul -et meilleur temps en course- avec sa future seconde épouse pour le manager depuis les stands. 
Il intégra le British Racing Drivers’ Club en 1932, obtenant de ce dernier sa Médaille d'Or l'année suivante pour sa performance lors du BRDC 500 de Brooklands, principale épreuve organisées par le club, auquel il fit don en 1960 d'un trophée à remettre chaque année au vainqueur du championnat de Formule Junior britannique.
Lors du RAC Tourist Trophy (épreuve alors à handicap), il fut 3e en 1932 (sur MG Midget, et vainqueur de classe), 4e en 1933 (sur MG Magnette), puis deuxième en 1934, 1935 et 1936 avec Bentley, Rolls-Royce ayant adapté pour le véhicule -capable de boucler l'épreuve sans s'arrêter- un moteur de puissance modifiée, progressivement de 130 à 160CV (la marque n'ayant plus participé à des compétitions alors depuis 1906, avec Charles Rolls). Hall disputa toutes les courses du trophée organisées en Ulster, à Ards de 1928 à 1936 grâce à l'industriel du tracteur Harry Ferguson (ainsi seulement que Francis Curzon), chaque édition pouvant à l'époque attirer jusqu'à 250 000 spectateurs le long des routes. Les handicaps imposés furent la seule cause de ses trois places de dauphin, en ayant obtenu à chaque fois le meilleur temps au tour. 
Lors de sa première course mancelle, en 1950 (l'édition 1936 à laquelle il était inscrit ayant été annulée), il termina 9e sur Bentley TT Corniche 4¼ litre, avant d'abandonner l'année suivante sur Ferrari 340 AMB (American Barchetta). Interrogé lors de sa première course, disputée en solitaire (une première au Mans, son compatriote et équipier Tom Clarke -dit Tommy- n'ayant pas eu à intervenir en course), il répondit au journaliste qui le questionnait sur les inévitables difficultés d'hygiène rencontrées alors: Green overalls, old boy! (les Benley étant également de couleur verte).

## Victoires en courses de côte
- 1923: South Harting, sur Bugatti[3] ;
- 1924: 3e "Open" de Sutton Bank, sur Aston Martin ;
- 1926: Shelsley-Walsh "Amateur", sur Vauxhall 30-98 ;
- 1933, 1934 et 1935: 7e (et suivantes) course de Craigantlet (Belfast), sur MG K3.